# Церква Собору Пресвятої Богородиці (Великополе)
Церква Собору Пресвятої Богородиці у с. Великополе — дерев'яна церква у селі Великополе Яворівського району Львівської області України. Зведена у 1781 році, мала статус пам'ятки архітектури національного значення (охоронний № 1448). Згоріла у 2015 році.
Настоятелями церкви у Великополі у різні роки служили Орест Коновалець, стрий Євгена Коновальця, та Микола Вояковський, племінник дружини Михайла Грушевського Марії Вояковської.

## Історія
Непрямі згадки про церкву у селі Великополе сягають початку XVI століття, коли в історичних документах згадується священник, що платив податок у розмірі 15 грошей. У другій половині XVI століття священником у Великополі був о. Іван Сай, якому 1578 року король Стефан Баторій підтвердив право на володіння парафією, а у 1634 році король Владислав IV підтвердив аналогічні привілеї для нащадків Івана Сая.
У 1781 році коштом настоятеля та місцевої громади збудували церкву Собору Пресвятої Богородиці та дзвіницю. Церква була греко-католицькою, підпорядковувалася Янівському деканату. В останній третині XIX століття будівля церкви була в поганому стані. У 1890 році відновили церковні розписи, відремонтували дзвіницю та церковний паркан. Церква, як і село, значно постраждала за Першої світової війни, із дзвіниці на військові потреби були реквізовані дзвони.
Після Другої світової війни, за радянської влади церква у Великополі не діяла. Храм відкрили для богослужінь лише наприкінці 1980-х років, проте церкву під свою юрисдикцію взяла Українська православна церква Московського патріархату. Втім, греко-католицька громада у селі була досить значною, тому домоглася через суд дозволу на почергове проведення богослужінь у єдиній в селі церкві.
У 1979 році постановою Ради міністрів УРСР «Про доповнення списку пам'яток містобудування і архітектури УРСР, що перебувають під охороною держави» № 442 від 6 вересня 1979 року ці будівлі внесли до реєстру пам'яток архітектури національного значення.
Ввечері 14 червня 2015 року церква Собору Пресвятої Богородиці згоріла. За фактом пожежі міліція відкрила кримінальне провадження. Місцеві мешканці, розділені на греко-католицьку та православну парафії, ймовірною причиною пожежі вважали зумисний підпал, а мотивом — помсту однієї парафії іншій.
У 2016 році православна громада села Великополе перейшла з Московського до Київського патріархату. Того ж року митрополит УПЦ КП освятив наріжний камінь на місці будівництва нової церкви.

### Настоятелі церкви
- 1766 — після 1789 — Іван Янівський[2]
- близько 1805 — Павло Лопушанський[3]
- 1816 — до 1849 — Тома Варапучинський[3]
- 1849 — близько 1853 — Михайло Геровський[3]
- 1860 — між 1880 і 1892 — Молчановський[5]
- близько 1883 — М. Харкавий[5]
- не пізніше 1892 року — Лев Луцький[5]
- 1891—1892 — Іван Безушко[5]
- між 1892 і 1894 — Михайло Яцкевич[6]
- 1894—1900 — Микола Стрільбицький[6]
- 1900 — після 1909 — Орест Коновалець, стрий Євгена Коновальця, першого голови ОУН, одного з ідеологів українського націоналізму[6]
- не пізніше 1914 — Олексій П'ясецький, загинув у Першій світовій війні, ймовірно, у таборі «Талергоф»[6]
- 1914—1915 — Ю. Дудкевич[6]
- до жовтня 1918 — Володимир Михайлишин[11]
- 1920—1927 — Юліан Бачинський[11]
- 1927—1932 — Микола Вояковський[11][12], племінник дружини Михайла Грушевського Марії Вояковської[12]
- 1932—1939 — Степан П'ясецький[12]

## Опис
Церква дерев'яна, тризрубна, однобанна, в архітектурному плані належить до галицької школи народної архітектури. Зруби квадратні у плані, центральний увінчаний масивною банею із маківкою на невеликому восьмерику, бічні зруби вкриті двосхилим дахами. Будівля церкви оперезана піддашшям, що спирається на випуск вінців.
В інтер'єрі церкви зберігався старовинний іконостас XVIII століття.

### Дзвіниця
Дзвіниця церкви Собору Пресвятої Богородиці у Великополе зведена 1781 року і також має статус пам'ятки архітектури національного значення (охоронний № 1448/2). Дзвіниця розташована на захід від церкви, мурована, двоярусна, має вигляд тріумфальної арки.

## Галерея

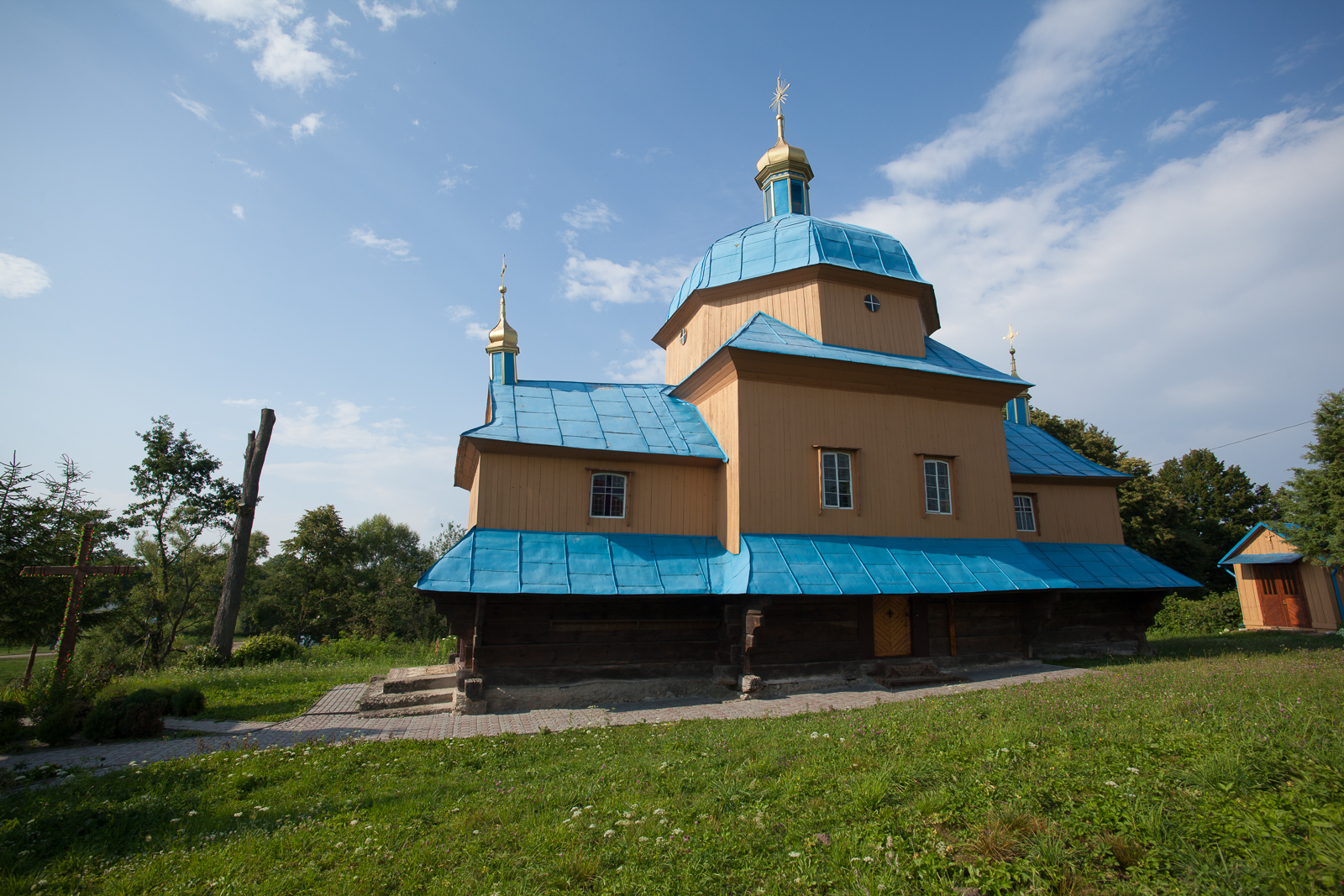
Церква
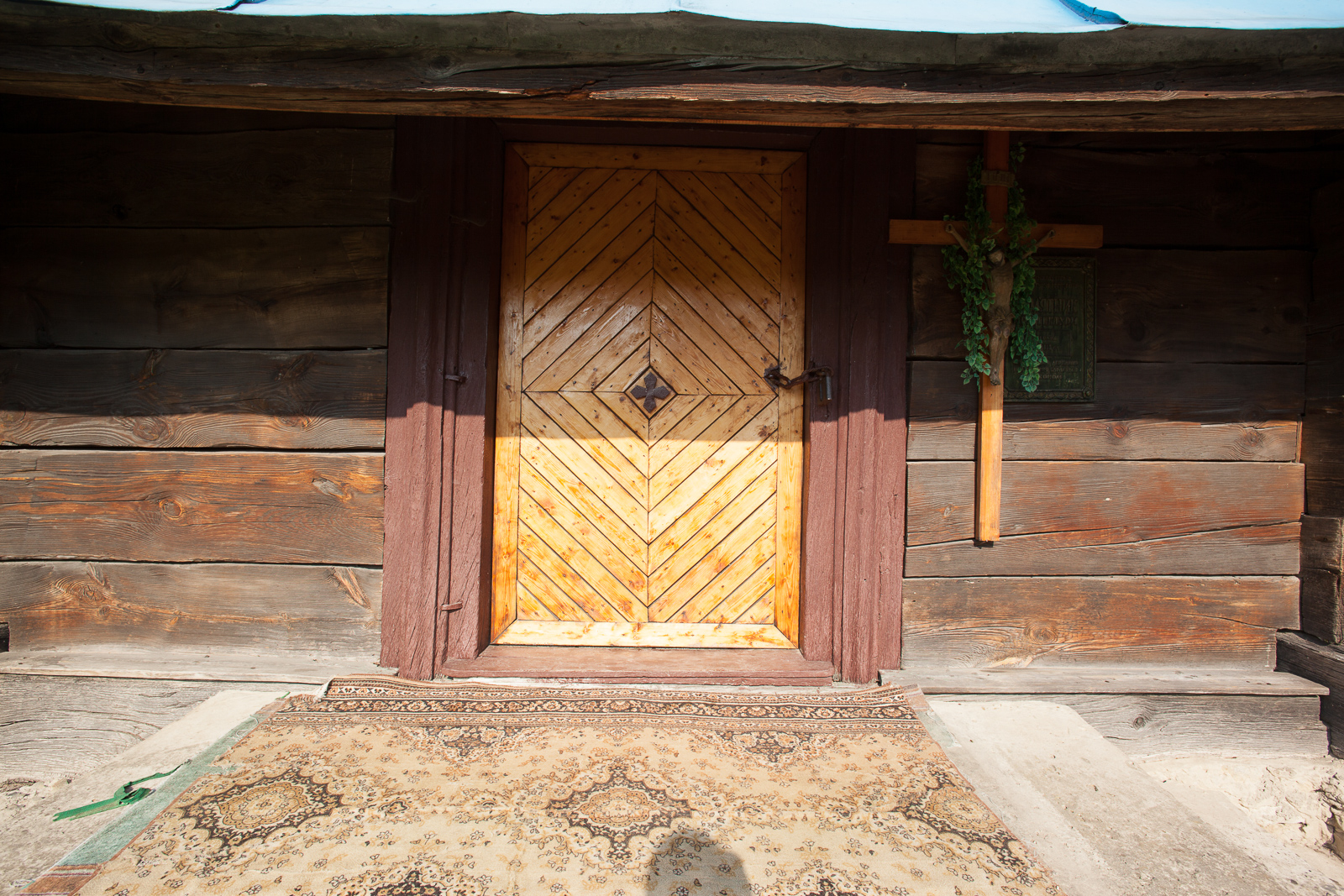
Вхід до церкви
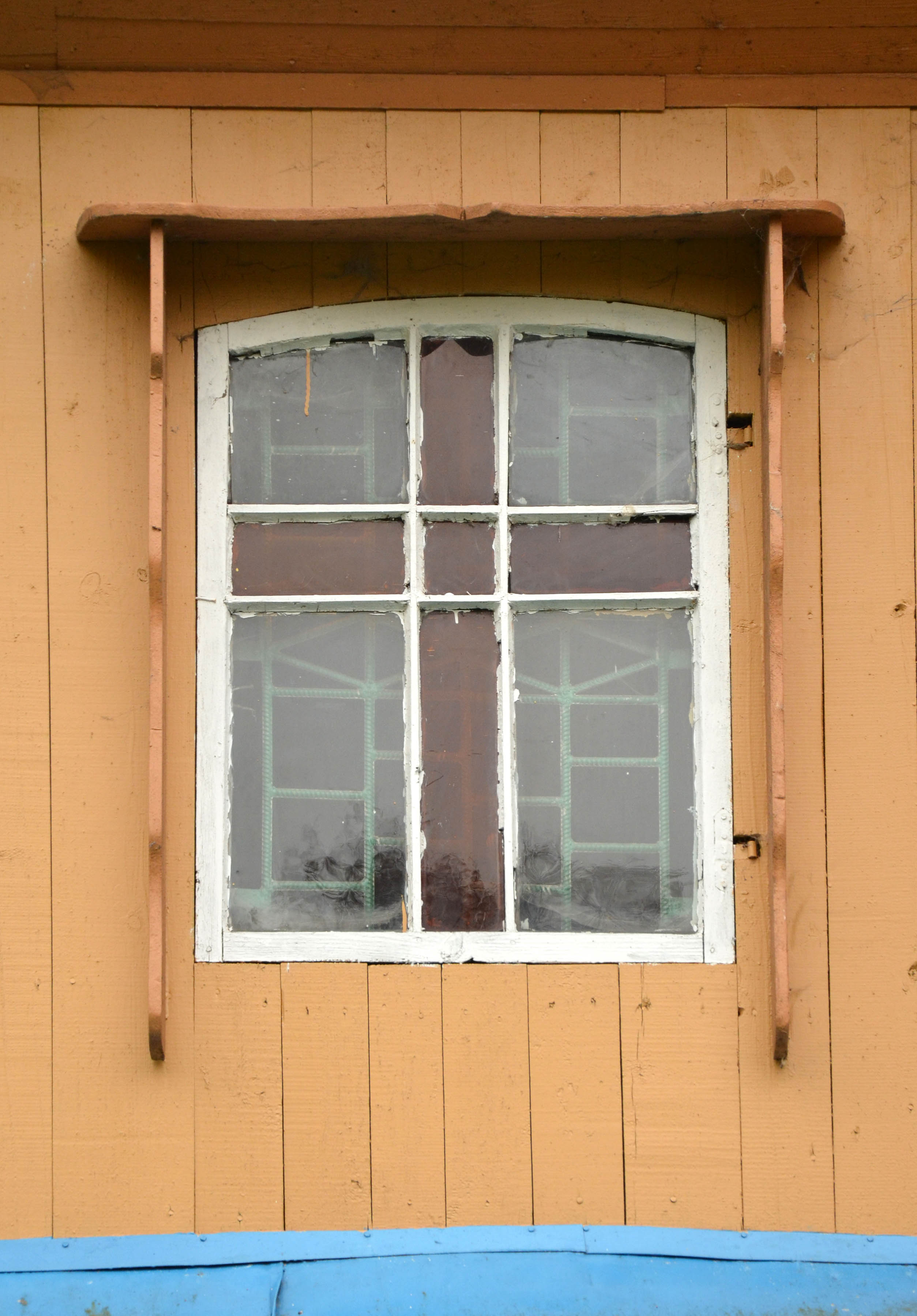
Вікно церкви
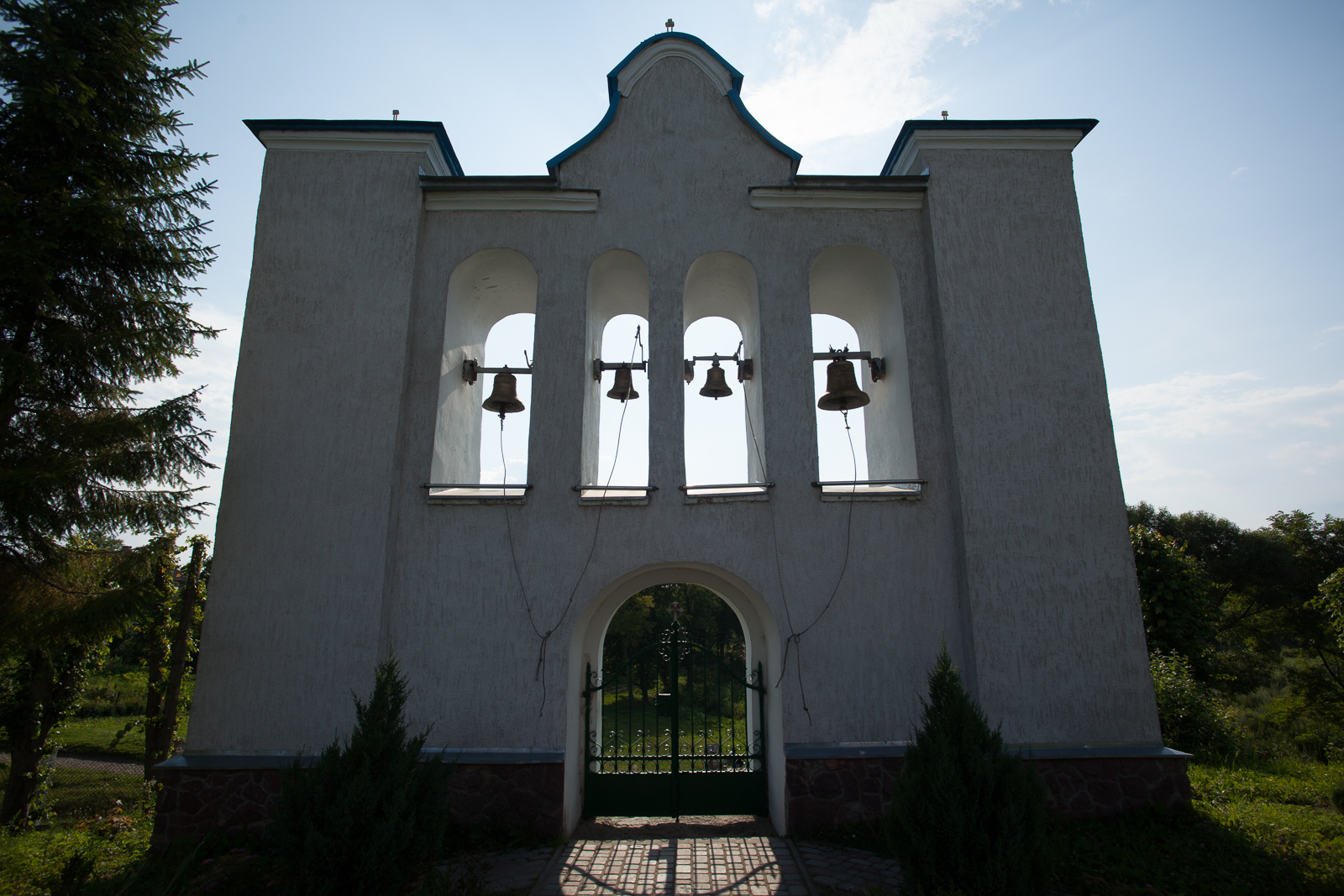
Дзвіниця